# ウィニフレッド・マクネアー
ウィニフレッド・マクネアー（Winifred McNair, 1877年8月9日 - 1954年3月28日）は、イングランド・ドニントン出身の女子テニス選手。1920年のアントワープ五輪でキティ・マッケイン（1896年 - 1992年）とペアを組み、オリンピックテニスで最初の「女子ダブルス金メダル」を獲得した選手である。ウィンブルドン選手権でも、1913年に女子シングルス準優勝と、ドラ・ブースビー（1881年 - 1970年）と組んだ女子ダブルス優勝がある。フルネームは Winifred Margaret Slocock McNair （ウィニフレッド・マーガレット・スロコック・マクネアー）という。

## 来歴
ウィンブルドン選手権の女子ダブルス部門は、1913年から選手権の公式競技大会に加えられたが、1907年までは「選手権公認外競技」（Non-Championship Event）として非公式に行われ、1908年から1912年まで5年間中断されていた。彼女は旧姓の「ウィニフレッド・スロコック」という名前だった時、1907年の女子ダブルス「選手権公認外競技」で準決勝に進んだことがある。1908年に結婚して「ウィニフレッド・マクネアー」の名前になった後、彼女はウィンブルドン選手権の女子シングルスでも活躍を始め、1910年に初めて「チャレンジ・ラウンド」（挑戦者決定戦）の準決勝に進んだ。3年後の1913年、女子ダブルスが復活して選手権公式競技になった年に、マクネアーは1909年の女子シングルス優勝者ドラ・ブースビーとペアを組み、決勝でドロテア・ダグラス・チェンバース＆シャーロット・クーパー・ステリー組と対戦した。マクネアーとブースビーは 4-6, 2-4 とリードされていたが、相手組の途中棄権により初優勝を決めた。こうして、マクネアー＆ブースビー組が公式競技としての「ウィンブルドン選手権第1回女子ダブルス優勝者」になった。同じ年、マクネアーはシングルスの「チャレンジ・ラウンド」決勝に初進出したが、ここではチェンバースに 0-6, 4-6 で敗れた。1912年度の女子シングルス優勝者エセル・トムソン・ラーコムが、混合ダブルス決勝戦の試合中のアクシデントにより「オールカマーズ・ファイナル」に出場できなくなったため、1913年の女子シングルス優勝記録表には、チャレンジ・ラウンド決勝を戦ったチェンバースとマクネアーの名前が掲載された。
1914年に第1次世界大戦が勃発し、各種のスポーツ競技大会も戦争のため開催が中断された。1918年11月の世界大戦終結から2年後、1920年にベルギーでアントワープオリンピックが開かれた。オリンピックのテニス競技は、このアントワープ大会で最初の「女子ダブルス」が行われ、9組が参加した。イギリスペアの2人は、ウィニフレッド・マクネアーが43歳、パートナーのキティ・マッケインが24歳で、20歳近い年齢差があった。マクネアーとマッケインは、準決勝でフランス代表のスザンヌ・ランラン＆エリザベス・ダイアン組を 2-6, 6-3, 8-6 で倒し、決勝では同じイギリスペアのドロシー・ホルマン＆ジェラルディン・ビーミッシュ組を 8-6, 6-4 で破った。こうして、マクネアーは43歳にしてオリンピックテニス最初の「女子ダブルス金メダル」を獲得した選手になった。
ウィニフレッド・マクネアーはゴルフにも優れ、オリンピック女子ダブルス金メダルの翌年にあたる1921年に「全英女子ゴルフ選手権」で準優勝したこともある。ウィンブルドン選手権にも、1921年まで女子シングルスの「チャレンジ・ラウンド」に挑戦した。マクネアーは1954年3月28日、ロンドンにて76歳の生涯を閉じた。